# Ödön Földessy
Ödön Földessy (ur. 1 lipca 1929 w Békés, zm. 9 czerwca 2020 w Budapeszcie) – węgierski lekkoatleta, specjalizujący się w skoku w dal.
W 1952 oraz 1956 startował w igrzyskach olimpijskich zdobywając w swoim pierwszym starcie – w Helsinkach – brązowy medal. Mistrz Europy z Berna (1954). Trzykrotnie poprawiał rekord Węgier w skoku w dal. Rekord życiowy: 7,76 (19 września 1953, Budapeszt).

## Osiągnięcia
| Rok  | Impreza              | Miejsce   | Pozycja           | Wynik |
| ---- | -------------------- | --------- | ----------------- | ----- |
| 1952 | Igrzyska olimpijskie | Helsinki  | 3. miejsce        | 7,30  |
| 1954 | Mistrzostwa Europy   | Berno     | 1. miejsce        | 7,51  |
| 1956 | Igrzyska olimpijskie | Melbourne | el. – 21. miejsce | 6,96  |
| 1958 | Mistrzostwa Europy   | Sztokholm | 10. miejsce       | 7,20  |